# Bouconvillers
Bouconvillers és un municipi francès, situat al departament de l'Oise i a la regió dels Alts de França. L'any 2007 tenia 372 habitants.

## Demografia

### Població
El 2007 la població de fet de Bouconvillers era de 372 persones. Hi havia 128 famílies de les quals 24 eren unipersonals (12 homes vivint sols i 12 dones vivint soles), 32 parelles sense fills i 72 parelles amb fills.
La població ha evolucionat segons el següent gràfic:
Habitants censats

### Habitatges
El 2007 hi havia 142 habitatges, 133 eren l'habitatge principal de la família, 5 eren segones residències i 4 estaven desocupats. 137 eren cases i 4 eren apartaments. Dels 133 habitatges principals, 108 estaven ocupats pels seus propietaris i 25 estaven llogats i ocupats pels llogaters; 5 tenien una cambra, 7 en tenien dues, 12 en tenien tres, 29 en tenien quatre i 80 en tenien cinc o més. 87 habitatges disposaven pel capbaix d'una plaça de pàrquing. A 44 habitatges hi havia un automòbil i a 81 n'hi havia dos o més.

### Piràmide de població
La piràmide de població per edats i sexe el 2009 era:
| Homes | Edats   | Dones |
| ----- | ------- | ----- |
| 0     | 95 o +  | 0     |
| 0     | 90 a 94 | 0     |
| 0     | 85 a 89 | 0     |
| 0     | 80 a 84 | 0     |
| 4     | 75 a 79 | 0     |
| 0     | 70 a 74 | 8     |
| 8     | 65 a 69 | 8     |
| 0     | 60 a 64 | 8     |
| 8     | 55 a 59 | 4     |
| 16    | 50 a 54 | 8     |
| 32    | 45 a 49 | 28    |
| 12    | 40 a 44 | 24    |
| 16    | 35 a 39 | 16    |
| 8     | 30 a 34 | 0     |
| 4     | 25 a 29 | 8     |
| 20    | 20 a 24 | 0     |
| 24    | 15 a 19 | 20    |
| 28    | 10 a 14 | 28    |
| 16    | 5 a 9   | 24    |
| 8     | 0 a 4   | 0     |

## Economia
El 2007 la població en edat de treballar era de 260 persones, 211 eren actives i 49 eren inactives. De les 211 persones actives 195 estaven ocupades (102 homes i 93 dones) i 16 estaven aturades (11 homes i 5 dones). De les 49 persones inactives 17 estaven jubilades, 19 estaven estudiant i 13 estaven classificades com a «altres inactius».

### Ingressos
El 2009 a Bouconvillers hi havia 128 unitats fiscals que integraven 354,5 persones, la mediana anual d'ingressos fiscals per persona era de 23.395 €.

### Activitats econòmiques
Dels 18 establiments que hi havia el 2007, 1 era d'una empresa extractiva, 3 d'empreses de fabricació d'altres productes industrials, 4 d'empreses de construcció, 4 d'empreses de comerç i reparació d'automòbils, 2 d'empreses de transport, 1 d'una empresa d'hostatgeria i restauració, 1 d'una empresa d'informació i comunicació, 1 d'una empresa de serveis i 1 d'una empresa classificada com a «altres activitats de serveis».
Dels 7 establiments de servei als particulars que hi havia el 2009, 3 eren tallers de reparació d'automòbils i de material agrícola, 2 paletes, 1 guixaire pintor i 1 restaurant.
L'únic establiment comercial que hi havia el 2009 era una botiga de roba.
L'any 2000 a Bouconvillers hi havia 4 explotacions agrícoles que ocupaven un total de 572 hectàrees.

## Equipaments sanitaris i escolars
El 2009 hi havia una escola elemental integrada dins d'un grup escolar amb les comunes properes formant una escola dispersa.

## Poblacions més properes
El següent diagrama mostra les poblacions més properes.